# Regola di Cavalieri-Simpson
Per regola di Cavalieri-Simpson o  regola di Cavalieri o regola di Simpson si intende un metodo per il calcolo numerico approssimato di integrali definiti della forma:
{\displaystyle I:=\int _{a}^{b}f(x)\,dx.}
Come tutti i procedimenti per il calcolo approssimato di integrali definiti e per altri calcoli approssimati a partire da funzioni di variabile reale, tale metodo si utilizza per funzioni {\displaystyle \,f\left(x\right)} delle quali non si conosce la funzione primitiva, oppure della cui primitiva si conoscono solo caratteristiche dalle quali non si riesce a ricavare un'espressione tramite funzioni elementari che possa essere ragionevolmente utilizzata per i calcoli richiesti.
Questi metodi approssimati si utilizzano inoltre nei casi in cui non è nota un'espressione analitica della funzione da integrare, ma si conoscono soltanto alcuni suoi valori (ottenuti sperimentalmente o ricavati da altre fonti), oppure quando è noto soltanto il suo diagramma (tracciato con l'ausilio di appositi strumenti o ricavato dalla letteratura).

## La formula di quadratura o metodo delle parabole

La regola di Cavalieri-Simpson approssima l'integrale della funzione richiesta (in blu) con quello della parabola che la interpola nei nodi (in rosso)

La regola di Cavalieri-Simpson prevede la suddivisione dell'intervallo di integrazione in sottointervalli e la sostituzione in questi sottointervalli della funzione integranda mediante archi di parabola, cioè mediante polinomi quadratici.
Consideriamo dunque {\displaystyle \,\int _{a}^{b}f(x)\,dx.} Per semplicità supponiamo {\displaystyle f(x)\geq 0} in tutto l'intervallo di integrazione {\displaystyle \left[a,b\right].}
Suddividiamo {\displaystyle \left[a,b\right]} in un numero pari {\displaystyle n=2m} di sottointervalli ciascuno di ampiezza {\displaystyle h:={\frac {b-a}{n}}.} Poniamo:
{\displaystyle x_{i}:=a+i\cdot h,\qquad y_{i}:=f\left(x_{i}\right),\qquad {\text{per }}i=0,1,\ldots ,n,}
per gli estremi dei successivi sottointervalli e per i valori che la funzione assume in loro corrispondenza.
Consideriamo anche l'intervallo parziale formato da due sottointervalli consecutivi avente come estremi {\displaystyle x_{0}} e {\displaystyle x_{2}.} Oltre a questo consideriamo anche i successivi {\displaystyle m-1} intervalli parziali aventi come estremi rispettivamente {\displaystyle x_{2}} e {\displaystyle x_{4},\ldots ,x_{n-2}} e {\displaystyle x_{n}.}
In ciascuno di questi intervalli parziali ci proponiamo di sostituire {\displaystyle f\left(x\right)} con una funzione razionale intera di secondo grado.
Cominciamo dal primo intervallo parziale e scegliamo un polinomio della forma
{\displaystyle y\left(x\right):=A\left(x-x_{1}\right)^{2}+B\left(x-x_{1}\right)+C}
in modo che il suo integrale tra {\displaystyle x_{0}} e {\displaystyle x_{2}} differisca da quello della funzione originale di una quantità che possa risultare trascurabile.
L'espressione polinomiale sostitutiva rappresenta una generica parabola con asse di simmetria verticale. Per determinare il valore delle costanti {\displaystyle A,B} e {\displaystyle C} si impone il passaggio della parabola per i punti di coordinate:
{\displaystyle \left(x_{0},\,y_{0}:=f(x_{0})\right),\qquad (x_{1},\,y_{1}:=f(x_{1})),\qquad (x_{2},\,y_{2}:=f(x_{2})).}
In questo modo la parabola è univocamente determinata dal seguente sistema di equazioni lineari (nelle incognite {\displaystyle A}, {\displaystyle B} e {\displaystyle C}):

Illustrazione della regola composita di Simpson

{\displaystyle {\begin{cases}y_{0}=A(x_{0}-x_{1})^{2}+B(x_{0}-x_{1})+C\\y_{1}=C\\y_{2}=A(x_{2}-x_{1})^{2}+B(x_{2}-x_{1})+C,\end{cases}}}
da cui risulta:
{\displaystyle A={\frac {y_{0}+y_{2}-2y_{1}}{2h^{2}}},\quad B={\frac {y_{2}-y_{0}}{2h}},\quad C=y_{1}.}
Detto {\displaystyle J_{1}} il valore dell'integrale di {\displaystyle y(x)} nell'intervallo {\displaystyle \left[x_{0},x_{2}\right]}, si ha:
{\displaystyle J_{1}=\int _{x_{0}}^{x_{2}}y(x)\,dx=\int _{x_{0}}^{x_{2}}\left[A\left(x-x_{1}\right)^{2}+B\left(x-x_{1}\right)+C\right]\,dx} = {\displaystyle \left[{\frac {A\left(x-x_{1}\right)^{3}}{3}}+{\frac {B\left(x^{2}-2x_{1}x+x_{1}^{2}\right)}{2}}+Cx\right]_{x_{0}}^{x_{2}}={\frac {2Ah^{3}}{3}}+2Ch.}
Sostituendo i valori di {\displaystyle A,B} e {\displaystyle C} ricavati dal sistema, si ottiene
{\displaystyle \int _{x_{0}}^{x_{2}}f(x)\,dx\simeq J_{1}=\int _{x_{0}}^{x_{2}}y(x)\,dx={\frac {h}{3}}\left(y_{0}+4y_{1}+y_{2}\right).}
Operando in modo analogo per il calcolo degli integrali dei polinomi nei successivi {\displaystyle m-1} intervalli parziali e sommando i valori ottenuti sugli {\displaystyle m} intervalli parziali e per l'intero intervallo d'integrazione, si ottiene
{\displaystyle J=\sum _{k=1}^{m}J_{k}={\frac {h}{3}}\left[\left(y_{0}+4y_{1}+y_{2}\right)+\left(y_{2}+4y_{3}+y_{4}\right)+\ldots +\left(y_{n-2}+4y_{n-1}+y_{n}\right)\right]}
e quindi
{\displaystyle \int _{a}^{b}f(x)\,dx\simeq J={\frac {h}{3}}\left(y_{0}+4y_{1}+2y_{2}+4y_{3}+2y_{4}+\ldots +2y_{n-2}+4y_{n-1}+y_{n}\right).}
Tale formula prende il nome di formula di Cavalieri-Simpson o formula di quadratura delle parabole.

## Gli errori
Il metodo di quadratura di Cavalieri-Simpson, come ogni metodo di approssimazione numerica, è suscettibile di errori. Oltre all'errore dovuto alla sostituzione della funzione integranda con una successione di funzioni approssimanti, i polinomi quadratici, intrinseco al metodo utilizzato, si riscontrano anche errori dovuti all'arrotondamento dei valori {\displaystyle y_{i}} che vengono concretamente calcolati con strumenti che inevitabilmente operano con precisione limitata.
Per ridurre al minimo questi ultimi, è consigliabile:
- scegliere un passo di integrazione {\displaystyle h} con un numero finito di cifre decimali;
- eseguire i calcoli con un numero di cifre decimali almeno doppio di quello delle cifre che si desiderano esatte nel risultato.

Indicando l'errore intrinseco al metodo {\displaystyle e:=J-I}, si può dimostrare che:
{\displaystyle e\simeq kh^{4},}
dove {\displaystyle k} è una costante che dipende dalla funzione integranda e dall'intervallo d'integrazione. La regola di Cavalieri-Simpson è dunque un metodo del quarto ordine. 
Di questo errore può essere molto utile conoscere una maggiorazione. La valutazione accurata di tale maggiorazione non è semplice, poiché richiede di calcolare la derivata quarta della funzione integranda. Per molte funzioni integrande date analiticamente il calcolo della derivata quarta risulta molto oneroso; per funzioni note empiricamente la stessa valutazione della derivata quarta costituisce di per sé un problema di calcolo numerico tendenzialmente oneroso. Di conseguenza in genere per la valutazione dell'errore si preferisce ricorrere a metodi empirici: il più noto e utilizzato è il metodo del dimezzamento del passo.
Da quanto osservato precedentemente segue che, applicando il metodo di Cavalieri-Simpson con un passo di integrazione {\displaystyle h}, si ottiene l'approssimazione che ora indichiamo con {\displaystyle J_{(1)}} affetta da un errore che scriviamo {\displaystyle e_{(1)}=J_{(1)}-I\simeq kh^{4}.}
Utilizzando il passo di integrazione {\displaystyle {\frac {h}{2}}}, si otterrà il valore approssimato {\displaystyle J_{(2)}} con errore: {\displaystyle e_{(2)}=J_{(2)}-I\simeq k{\frac {h^{4}}{16}}.}
Da tali relazioni segue
{\displaystyle e_{(1)}-e_{(2)}=J_{(1)}-J_{(2)}\simeq k\left(h^{4}-{\frac {h^{4}}{16}}\right),}
da cui risulta:
{\displaystyle k\simeq {\frac {16\left(J_{(1)}-J_{(2)}\right)}{15h^{4}}}.}
Poiché, trascurando le approssimazioni da arrotondamento, l'approssimazione migliore è data da {\displaystyle J_{(2)},} sostituendo il valore di {\displaystyle k} in {\displaystyle e_{(2)}\simeq k{\frac {h^{4}}{16}},} si ottiene:
{\displaystyle e_{(2)}\simeq {\frac {16\left(J_{(1)}-J_{(2)}\right)}{15h^{4}}}\cdot {\frac {h^{4}}{16}}}
da cui
{\displaystyle e_{(2)}\simeq {\frac {J_{(1)}-J_{(2)}}{15}}.}
Si può quindi assumere il valore assoluto di {\displaystyle e_{(2)}}
{\displaystyle {\frac {\left|J_{(1)}-J_{(2)}\right|}{15}}}
come maggiorazione dell'errore assoluto 
{\displaystyle e_{a}=\left|J_{(2)}-I\right|.}
È interessante osservare che, se le approssimazioni {\displaystyle J_{(1)}} e {\displaystyle J_{(2)}} coincidono per le prime {\displaystyle r} cifre decimali, risulta:
{\displaystyle \left|J_{(1)}-J_{(2)}\right|<10^{-r},}
da cui segue
{\displaystyle {\frac {\left|J_{(1)}-J_{(2)}\right|}{15}}<{\frac {10^{-r}}{15}}=0,666\ldots \cdot 10^{-(r+1)},}
il che equivale a dire che le prime {\displaystyle r} cifre decimali non sono affette da errore.
Si può quindi concludere che se due approssimazioni di un integrale, di cui la seconda ottenuta dimezzando il passo di integrazione utilizzato per calcolare la prima, coincidono per le prime {\displaystyle r} cifre decimali, tali cifre si possono ritenere esatte.
Più in generale se si vuole conoscere un'approssimazione di un integrale con la garanzia dell'esattezza per un determinato numero {\displaystyle s} di cifre decimali, si deve calcolare un certo numero di approssimazioni successive, dimezzando di volta in volta il passo, fino a ottenerne due che coincidono per {\displaystyle s} cifre.
Osserviamo che può accadere di arrivare alla prima coppia di valori approssimati soddisfacenti che presentano più di s cifre coincidenti. Osserviamo anche che procedendo con la riduzione dell'ampiezza dei sottointervalli, oltre al maggior tempo di calcolo richiesto, si possono avere errori di arrotondamento tutt'altro che trascurabili a causa dell'aumento del numero di operazioni richieste; si può anche arrivare a situazioni che vedono aumentare l'errore complessivo con il ridursi del passo di integrazione. Per tale motivo sono stati concepiti dei metodi di integrazione numerica "adattivi" (o adattativi) che aumentano il numero dei sottointervalli solo nelle zone indicate da un apposito test di errore.

## Nota storica
La regola è uno dei migliori esempi della legge dell'eponimia di Stigler: pare che questa regola fosse nota già a Torricelli, mentre per certo Cavalieri aveva già dimostrato nel 1635 la sua formulazione geometrica. Anche Keplero l'aveva trattata: infatti molti testi tedeschi la chiamano Keplersche Fassregel 100 anni prima di Simpson. Ciononostante a livello internazionale oggi è riportata secondo la designazione anglosassone come regola di Simpson: anche in questo ambiente era già stata utilizzata per esempio da Gregory. D'altra parte, al contrario dei predecessori, Thomas Simpson oggi è conosciuto essenzialmente per questa regola nonostante ebbe solo il merito di formalizzare un metodo già ampiamente noto.